# Jerome Sinclair
Jerome Terence Sinclair, född den 20 september 1996 i Birmingham, är en engelsk fotbollsspelare. Han spelar främst som anfallare.

## Karriär
Den 31 januari 2019 lånades Sinclair ut till Oxford United på ett låneavtal över resten av säsongen 2018/2019. Den 29 juni 2019 lånades han ut till nederländska VVV-Venlo på ett låneavtal över säsongen 2019/2020. Den 5 oktober 2020 lånades Sinclair ut till bulgariska CSKA Sofia på ett låneavtal över säsongen 2020/2021.